# Budynek dyrekcji rzeźni miejskiej w Łodzi
Budynek dyrekcji rzeźni miejskiej – znajduje się w Łodzi przy ul. Inżynierskiej 1/3, tuż obok parku im. J. Poniatowskiego.

## Historia
Budynek powstał w latach 1896–1902 według projektu Feliksa Nowickiego.
Projektantem konstrukcji stalowych był inż. Walenty Dubeltowicz (1844–1913), pierwszy dyrektor przedsiębiorstwa tramwajów konnych w Warszawie (w latach 1881–1883), znany przede wszystkim jako najbardziej doświadczony budowniczy stalowych mostów w Królestwie Polskim. Poza tą inwestycja współpracował też przy budowie rzeźni miejskiej w Warszawie.
Pierwotnie budynek był siedzibą dyrekcji Towarzystwa Akcyjnego Rzeźni Miejskich w Rosji. Po roku 1918 rzeźnia przeszła pod zarząd prywatny.